# Apamea pluviosa
Apamea pluviosa là một loài bướm đêm trong họ Noctuidae.